# Veelbloemige veldbies
Veelbloemige veldbies (Luzula multiflora) is een plantensoort uit de russenfamilie (Juncaceae). De plant komt van nature voor in de gematigde streken.

## Determinatie
Veelbloemige veldbies is een overblijvende, kruidachtige plant die dichte pollen kan vormen. Ze wordt 20–40 cm hoog en heeft geen of weinig korte wortelstokken. De groene tot roodachtige wortelbladeren zijn 3–6 mm breed en afgeplat of hebben een iets ingerolde bladrand. De bladrand is getand. Bij de voet van het blad zitten lange witte haren.
Veelbloemige veldbies bloeit in april en mei. De bloemen vormen vier tot acht bolvormige tot langwerpige bloemhoofdjes met elk meer dan tien bloemen. Het schutblad is ongeveer even lang als het hoofdje. De deels gesteelde en deels ongesteelde bloemen zijn donkerbruin. De stelen van de bloemhoofdjes staan schuin rechtop. De gele helmknoppen zijn 0,5–1,2 mm lang en ongeveer even lang als de helmdraden. De stamper heeft één stijl en drie stempels.
De vrucht is een doosvrucht. De zaden hebben een mierenbroodje, waardoor ze door mieren verspreid worden.

## Ondersoorten
De volgende ondersoorten worden onderscheiden:
- Luzula multiflora subsp. congesta
- Luzula multiflora subsp. multiflora

## Ecologie
De plant komt voor op vochtige, vrij zure grond in hooilanden, lichte loofbossen, kapvlakten, heidevelden en duinvalleien.

### Syntaxonomie
Veelbloemige veldbies is een indicatorsoort voor struisgrasvegetatie (ha) subtype Struisgraslanden, voor het vochtig heischraal grasland (hmo) en voor het droog heischraal grasland (hn), drie karteringseenheden in de Biologische Waarderingskaart (BWK) van Vlaanderen en het Brussels Hoofdstedelijk Gewest.